# Сомалийски език
Сомалийският език е кушитски език, говорен от около 10 – 15 000 000 души в Сомалия, Етиопия, Кения, Джибути, Йемен и Етиопия. През 1972 е обявен за официален език на Сомалия. Най-близките сродни езици са оромо и афарски.

## История
Преди колониалния период образованите и грамотни сомалийци са изписвали езика си чрез арабска азбука. През 1940 година са открити множество старинни гробници и писания, където сомалийският език е изписван с арабско писмо. След 1920 са правени много опити за стандартизация на езика, като са създадени и няколко нови писмености, съобразени с особеностите на езика. Активно развитие на сомалийския започва в края на 60-те при управлението на Сиад Баре, който обръща голямо внимание на образованието. Първите подробни речници са създадени през 1976 година. Служителите в държавната администрация са били длъжни да минават през езикови изпити, а малко по-късно е стартирана и кампанията за ограмотяване на селското население чрез пътуващи по селата учители. Грамотността се покачва от 5 до 55% – най-драстичният ръст по този показател в Африка. Смята се, че към 1978 мнозинството от сомалийците са били грамотни, но след свалянето на Баре от власт и по време на гражданската война този процент намалява.

## Граматика
Сомалийският език е аглутинативен. Съществуват множество окончания и други частици за посочване на род, число и падеж. Особеност е присъствието на различни форми на всяко лично местоимение. Интонацията е много важна, тъй като чрез нея се изразяват различните падежи. Характерен за сомалийския език е т. нар. родов поляритет – езиков феномен, където при преминаване на думата от единствено в множествено число се обръща родът ѝ. Падежите днес са четири – именителен, родителен, звателен и абсолютивен.

## Речник
В сомалийския език има множество заемки от арабски или персийски, най-вече заради религиозната принадлежност на говорещите го. В езика присъстват и думи от италиански, английски и френски. След 1972 са създадени много неологизми за употреба в държавната администрация.